# Aeroporto di Hangzhou-Xiaoshan
L'Aeroporto di Hangzhou-Xiaoshan (IATA: HGH, ICAO: ZSHC) (in cinese: 杭州萧山国际机场) è il principale aeroporto che serve Hangzhou, importante centro della regione del delta del Fiume Azzurro e capitale della provincia di Cechiang, in Cina.
L'aeroporto si trova sulla riva meridionale del fiume Qiantang nel distretto cittadino di Xiaoshan e dista 27 km a est del centro di Hangzhou.
Nel 2011 l'aeroporto di Hangzhou ha gestito 17.512.224 passeggeri, diventando il decimo aeroporto più trafficato in Cina. Nel 2010 l'aeroporto era nono per traffico passeggeri della Cina, l'ottavo aeroporto più trafficato del paese in termini di traffico merci e il decimo aeroporto più trafficato come movimenti di aeromobili.

## Storia
L'aeroporto è stato progettato per essere costruito in tre lotti. I lavori di costruzione del primo lotto sono iniziati nel luglio 1997 ed è stato completato ed aperto al traffico il 30 dicembre 2000. Ha sostituito il vecchio Aeroporto di Hangzhou-Jianqiao, che aveva doppia funzione civile e militare. Nel marzo 2004, l'aeroporto è diventato ufficialmente un aeroporto internazionale dopo che sono stati costruiti e messi in servizio impianti di immigrazione e doganali. 
Una seconda pista di 3.600 metri è in costruzione.
L'aeroporto era hub della CNAC, compagnia aerea cinese che si è fusa con Air China. Quest'ultima ha ereditato l'hub.

## Strutture
Il primo lotto dell'aeroporto occupa 7.260 ettari (29,4 km2) di terreno. Ha una capacità di otto milioni di passeggeri e 110.000 tonnellate di merci l'anno ed in grado di gestire wide-body come il Boeing 747-400. Ha una pista di 3.600 metri di lunghezza e 45 metri di larghezza. Il terminal passeggeri è in grado di gestire 3.600 passeggeri all'ora ed è di 100.000 metri quadrati (compreso un parcheggio sotterraneo di 22.000 metri quadrati). Il piano partenze dispone di 36 sportelli, di cui 12 nella parte internazionale del terminal; ha 2.900 posti a sedere. L'area immigrazione e la dogana occupano 9.500 metri quadrati di spazio nel terminal.
Sono presente 12 manicotti d'imbarco e 18 gate di partenza.
Servizi di manutenzione sono certificati per eseguire B-Check su tutti i tipi di aeromobili e C-Check su Boeing 737 e Boeing 757.